# Hans Berliner
Hans „Jack“ Berliner (* 27. Januar 1929 in Berlin; † 13. Januar 2017 in Riviera Beach) war ein US-amerikanischer Systemanalytiker und der 5. Fernschachweltmeister.

## Leben
Berliners Familie emigrierte 1937 aus NS-Deutschland in die USA. Als 13-Jähriger erlernte er Schach. Er machte in diesem Spiel schnell Fortschritte. 1951 kehrte er als Soldat nach Bad Kreuznach zurück und spielte zwei Jahre am Spitzenbrett des „Kreuznacher Schachvereins 1921“, wobei er sämtliche Spiele gewann. Bei der Schacholympiade 1952 in Helsinki gehörte er zum US-Team, spielte aber nur eine Partie (remis gegen František Zíta). 1956 gewann er vor dem jungen Bobby Fischer die Meisterschaft der Oststaaten der USA. 1957 wurde er Fünfter bei der US-Landesmeisterschaft.
In den 1950er Jahren begann er mit Fernschach. In den Jahren 1955, 1956 und 1959 wurde er Meister der USA in dieser Disziplin, jeweils mit dem staunenswerten Resultat von +18 =0 −0, das seine haushohe Spielstärke demonstrierte.
Die Vorgruppe 1 zur 5. Fernschachweltmeisterschaft konnte er 1962–1963 knapp mit 11,5 Punkten aus 13 Partien gewinnen. Zweiter wurde Manfred Mädler mit 11 Punkten, den Berliner in einem komplizierten Läuferendspiel besiegen konnte.
Mit großer Überlegenheit (3 Punkte Vorsprung) gewann Berliner dann die Finalrunde der 5. Fernschachweltmeisterschaft, die von 1965 bis 1968 ausgetragen wurde. Besonders bekannt wurde hier seine Partie mit Schwarz gegen Jakow Borissowitsch Estrin, in der Berliner in der Fritz-Variante zunächst einen Springer opferte, und schließlich im Turmendspiel gewinnen konnte.
Er verteidigte seinen Titel hiernach nicht mehr. Lediglich zu einer Teilnahme am ICCF 50 years World Champions Jubilee Tournament, das von 2001 bis 2004 stattfand und neun Fernschach-Weltmeister in einem Turnier versammelte, ließ er sich überreden. Dort belegte er mit 3,5 Punkten den 6. Platz. Berliner galt im Fernschach als Perfektionist, der stets nach dem besten Zug suchte.
Nach dem Gewinn der Fernschach-Weltmeisterschaft widmete er sich der Forschung auf dem Gebiet der Künstlichen Intelligenz und der Entwicklung von Schachcomputern. Er war Professor für Künstliche Intelligenz an der Carnegie Mellon University und an der Entwicklung des Schachprogramms HiTech beteiligt. Außerdem entwickelte er ein Backgammon-Programm, BKG 9.8. Dies war das erste Spieleprogramm, das in der Lage war, einen Weltmeister – Luigi Villa (Juni 1979) – zu besiegen.
Aufsehen erregte er mit seinem im Jahr 1999 erschienenen Buch The System, in dem er behauptet, dass der beste Eröffnungszug 1. d4 sei und Weiß in allen Varianten klaren Vorteil erreichen könne. Dies konnte Berliner nicht in allen Einzelheiten belegen. Er war jedoch der Auffassung, ein „System“ gefunden zu haben, nach dessen Prinzipien sich der Nachweis in jedem Einzelfall führen ließe. Als Beispiel führte er unter anderem die Grünfeld-Indische Verteidigung an, die er mit der Variante 1. d4 Sf6 2. c4 g6 3. Sc3 d5 4. cxd5 Sxd5 5. e4 Sxc3 6. bxc3 c5 7. Lc4 Lg7 8. Se2 Sc6 9. Le3 0–0 10. Tc1 Da5 11. Kf1 cxd4 12. cxd4 als potenziell widerlegt ansah. Rezensenten äußerten sich allerdings skeptisch, ob das von Berliner nur grob skizzierte „System“ in der Praxis zu den gewünschten Resultaten führen könne.
Der deutsche Großmeister Robert Hübner rezensierte Berliners Werk ausführlich im ChessBaseMagazin (Nr. 79 [2000] und Nr. 80 [2001]) und gelangte zu dem Schluss, „daß das System ein Glaubenssystem ist. […] Der Verstand kann an dem Gebotenen keinen Halt gewinnen, aber das soll er auch gar nicht; Gefolgschaft und Glauben verschaffen Sicherheit.“

## Schriften (Auswahl)
- Chess as problem solving: the development of a tactic analyzer. 1979
- als Hrsg.: Computer Game Playing. American Association for Artificial Intelligence. 1988
- als Hrsg.: Computer Chess. 1990
- The System. Gambit Publications London, 1999, ISBN 1-901983-10-2, ISBN 978-1-901983-10-4